# Bhili
Bhili (Bhili: भीली ), IPA:  [bʱiːliː], este o limbă indo-ariană de vest vorbită în centrul-vestul Indiei, în statele Rajasthan, Gujarat, Maharashtra și Madhya Pradesh. Alte nume pentru limbă includ Bhagoria și Bhilboli; mai multe soiuri se numesc Garasia. Bhili este un membru al limbilor Bhil, care sunt înrudite cu gujarati și rajasthani. Limba este scrisă folosind Devanagari.
Exemplar parțial al limbii Bhili
Termenul Bhili este de origine dravidiană Vil care înseamnă arc.

## Fonologie

### Consoane
|            |            | Labial | Dentar / Alveolar | Retroflex | Palatal | Velar | Glotal |
| ---------- | ---------- | ------ | ----------------- | --------- | ------- | ----- | ------ |
| Stop       | fără voce  | p      | t                 | ʈ         |         | k     |        |
| Stop       | aspirat    | pʰ     | tʰ                | ʈʰ        |         | kʰ    |        |
| Stop       | exprimat   | b      | d                 | ɖ         |         | ɡ     |        |
| Stop       | respirat   | bʱ     | dʱ                | ɖʱ        |         | ɡʱ    |        |
| Africa     | fără voce  |        |                   |           | tʃ      |       |        |
| Africa     | exprimat   |        |                   |           | dʒ      |       |        |
| Fricativ   | Fricativ   |        | s                 |           | ( ʃ )   |       | h      |
| Nazal      | Nazal      | m      | n                 | ɳ         |         | ( ŋ ) |        |
| Lateral    | Lateral    |        | l                 | ɭ         |         |       |        |
| Tril       | Tril       |        | r                 |           |         |       |        |
| Aproximant | Aproximant | w      |                   |           | j       |       |        |

- /w/ poate fi auzit și ca [ʋ] în variație liberă.
- /ʃ/ apare în cuvintele împrumutate din persană și hindi.
- [ŋ] se aude ca un alofon al lui /n/ precedând /k/.

### Vocalele
|              | Față  | Central | Înapoi |
| ------------ | ----- | ------- | ------ |
| Înalt        | i     |         | u      |
| Mijloc-înalt | e     | ə       | o      |
| Mijloc-jos   | ɛ     | ə       | ɔ      |
| Scăzut       | ( æ ) | A       |        |

- Vocalele /i, u/ pot fi auzite și ca [ɪ, ʊ].
- [æ] este împrumutat din hindi.
- /ə/ poate fi auzit și ca [ɤ] în poziția finală.